# Le Défilé
Le Défilé, encore appelé Chevaux de course devant les tribunes, est un tableau peint par Edgar Degas entre 1866 et 1868. Il mesure 46 cm de haut sur 61 cm de large. Il est conservé au musée d'Orsay à Paris.

## Histoire du tableau
Les chevaux et les courses sont un des thèmes récurrents d'Edgar Degas,. Il avait pourtant initialisé son parcours artistique par des thèmes plus classiques ou d'inspiration néoclassique : la première œuvre qu'il expose, en 1857 (il a alors 22 ans), est un tableau ayant pour sujet : Jeunes filles Spartiates luttant avec des jeunes gens. Mais quelques années plus tard, les thèmes de ses peintures changent. Ce tableau intitulé Le Défilé date de 1866 / 1868,. C'est un de ses premiers tableaux consacrés aux champs de course équestres.
Ce n'est pas la course elle-même qu'il représente. Ce n'est pas la performance, ce n'est pas non plus le jeu des couleurs, des dossards des jockeys et des efforts des chevaux qui l'intéresse. Mais c'est la situation juste avant le départ. La composition en diagonale, les contrastes de lumière, notamment les ombres portées des chevaux, soulignent  la perspective jusqu'au point de fuite situé sensiblement au centre et mettant en exergue les derniers cavaliers, et la tension existante. Selon un historien d'art australien, Malcolm Park, cette scène est peinte à l'hippodrome du Vésinet, ouvert en 1866 et fermé en 1891 (l'emplacement est devenu au Vésinet le lac des Ibis).
Le tableau a appartenu à la collection d'un particulier qui le vend en 1873 ou 1874, puis jusqu'en 1893, il fait partie de la collection d'un marchand d'art bien connu comme amateur passionné et soutien des impressionnistes, Paul Durand-Ruel, avant d'appartenir à un banquier et un collectionneur remarquable, le comte Isaac de Camondo, jusque sa mort en 1911. En 1911, le tableau est accepté par l'État français à titre de legs aux Musées nationaux. Il est attribué au musée du Louvre , puis en 1947 à galerie du Jeu de Paume, et enfin, à l'ouverture de ce nouveau centre parisien spécialisé dans la peinture impressionniste et post-impressionniste, au musée d'Orsay.